# Renaixement Democràtic de Macedònia
El Renaixement Democràtic de Macedònia (macedònic Демократска обнова на Македонија Demokratska obnova na Makedonija, DOM) és un partit polític de Macedònia del Nord que es va crear com a escissió de la Unió Socialdemòcrata de Macedònia el 2004. La seva líder és Liljana Popovska, antiga membre del Partit Liberal Democràtic.
Es presentà per primer cop a les eleccions legislatives macedònies de 2006 va obtenir 17.364 vots (1,85%) i un escó. A les eleccions legislatives macedònies de 2008 formà part de la coalició encapçalada per la VMRO-DPMNE, que va guanyar les eleccions per majoria absoluta, cosa que li ha permès participar en el govern.